# Жилино (Крым)
Жи́лино (до 1948 года Джадра́-Борла́к; укр. Жилине, крымскотат. Cadra Borlaq, Джадра Борлакъ) — село в Крыму. Согласно административно-территориальному делению Украины — Лобановского сельского совета Автономной Республики Крым. Согласно административно-территориальному делению России — Джанкойского района Республики Крым в составе Лобановского сельского поселения.

## Население
| 2001 | 2014 |
| ---- | ---- |
| 551  | ↘426 |

Всеукраинская перепись 2001 года показала следующее распределение по носителям языка
| Язык             | Процент |
| ---------------- | ------- |
| русский          | 59.89   |
| крымскотатарский | 20.15   |
| украинский       | 11.62   |
| молдавский       | 1.45    |

### Динамика численности
| - 1915 год — 110/8 чел. - 1926 год — 76 чел. - 1939 год — 301 чел. - 1989 год — 442 чел. | - 2001 год — 551 чел. - 2009 год — 514 чел. - 2014 год — 426 чел. |

## Современное состояние
На 2017 год в Жилино числится 4 улицы и 2 Комплекса строений и сооружений; на 2009 год, по данным сельсовета, село занимало площадь 59,5 гектара на которой, в 156 дворах, проживало 514 человек, на 2009 год действовали магазин и детский сад, село, на 2009 го, не было газифицировано. Село связано автобусным сообщением с райцентром, городами Крыма и соседними населёнными пунктами.

## География
Жилино — село на западе района, в степном Крыму, высота центра села над уровнем моря — 24 м. Соседние сёла: фактически примыкающее на северо-западе Лобаново и Ясное в 1 км на север. Расстояние до райцентра — около 15 километров (по шоссе), ближайшая железнодорожная станция — Богемка (на линии Джанкой — Армянск) — примерно 5 километров. Транспортное сообщение осуществляется по региональной автодороге 35А-001 граница с Украиной — Джанкой — Феодосия — Керчь (по украинской классификации — М-17).

## История
Существует не подтверждённая пока историческими документами версия, что село существует с 1827 года.
В доступных источниках поселение впервые встречается в Статистическом справочнике Таврической губернии 1915 года, согласно которому в деревне Джадра-Бурлак (вакуф) Богемской волости Перекопского уезда числилось 29 дворов (28 дворов с землёй, 1 — безземельный) с татарским населением в количестве 110 человек приписных жителей и 8 — «посторонних», из которых 69 мужчин и 49 женщин. Жители владели 296 десятинами удобной земли. В хозяйствах имелось 50 лошадей и 19 коров.
После установления в Крыму Советской власти, по постановлению Крымревкома от 8 января 1921 года № 206 «Об изменении административных границ» была упразднена волостная система и в составе Джанкойского уезда был создан Джанкойский район. В 1922 году уезды преобразовали в округа. 11 октября 1923 года, согласно постановлению ВЦИК, в административное деление Крымской АССР были внесены изменения, в результате которых округа были ликвидированы, основной административной единицей стал Джанкойский район и село включили в его состав. Согласно Списку населённых пунктов Крымской АССР по Всесоюзной переписи 17 декабря 1926 года, в селе Джадра-Борлак (вакуф), центре упразднённого к 1940 году Джадра-Борлакского сельсовета Джанкойского района, числился 21 двор, все крестьянские, население составляло 76 человек, из них 74 татарина и 2 чеха, действовала татарская школа. По данным всесоюзная перепись населения 1939 года в селе проживал 301 человек.
В 1944 году, после освобождения Крыма от фашистов, согласно Постановлению ГКО № 5859 от 11 мая 1944 года, 18 мая крымские татары были депортированы в Среднюю Азию. 12 августа 1944 года было принято постановление № ГОКО-6372с «О переселении колхозников в районы Крыма» и в сентябре 1944 года в район приехали первые новоселы (27 семей) из Каменец-Подольской и Киевской областей, а в начале 1950-х годов последовала вторая волна переселенцев из различных областей Украины. С 25 июня 1946 года Джадра-Борлак в составе Крымской области РСФСР. Указом Президиума Верховного Совета РСФСР от 18 мая 1948 года, Джадра-Борлак переименовали в Жилино. 26 апреля 1954 года Крымская область была передана из состава РСФСР в состав УССР. Время включения в Лобановский сельсовет пока не установлено: на 15 июня 1960 года село уже числилось в его составе. По данным переписи 1989 года в селе проживало 443 человека. С 12 февраля 1991 года село в восстановленной Крымской АССР, 26 февраля 1992 года переименованной в Автономную Республику Крым. С 21 марта 2014 года в составе Крыма аннексировано Россией.